# Georgiaanse architectuur

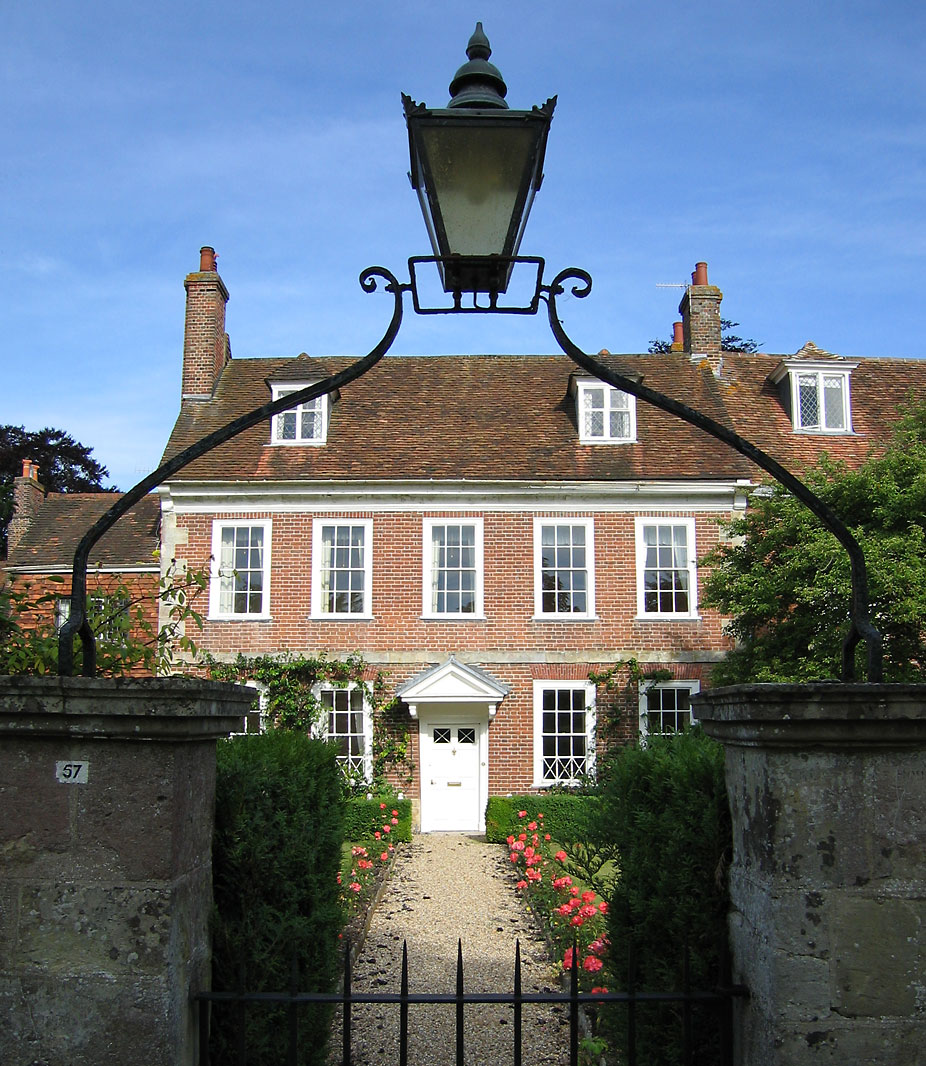
Een huis in georgiaanse stijl in Salisbury

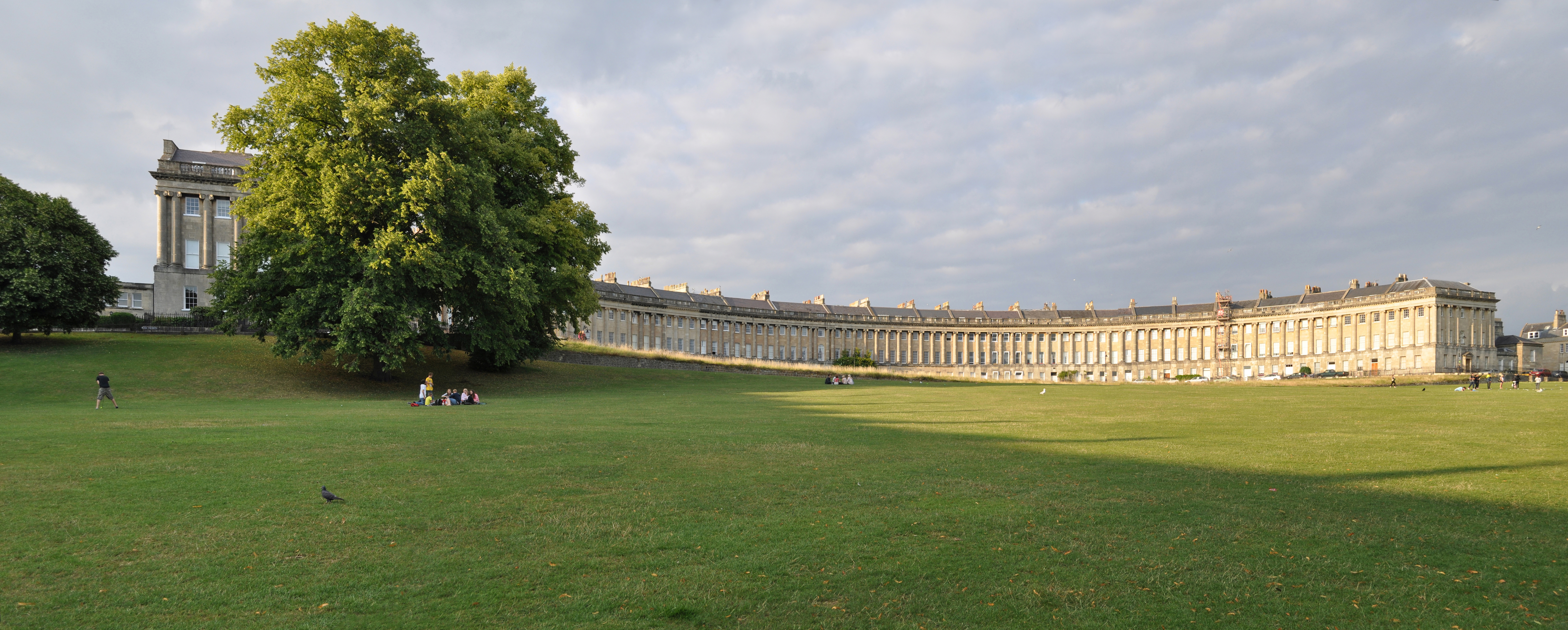
De Royal Crescent in Bath, gebouwd in de periode 1767-1774

De georgiaanse architectuur (Engels: Georgian architecture) is een bouwstijl die gebruikelijk was in het Verenigd Koninkrijk tussen 1720 en 1840. Ze beïnvloedde ook de bouwstijl in de Britse koloniën, met name in de huidige Verenigde Staten. De naam van de stijl heeft betrekking op de opeenvolgende Britse koningen George I tot en met George IV. Georgiaanse architectuur werd regelmatig toegepast bij stadsuitbreidingen. Ook een rij woningen moest een regelmatig aanzien hebben. Rood, oker en wit waren de meest gebruikte kleuren in de Georgiaanse architectuur.
De georgiaanse architectuur volgde op de Engelse barok van Christopher Wren, John Vanbrugh en Nicholas Hawksmoor. De oorspronkelijke Georgiaanse hoofdrichting was verwant aan de op het Europese continent toen gebruikelijke rococo. Vanaf circa 1765 werden neoclassicistiche elementen dominant. Tot deze richting behoren Engelse architecten als: Robert Adam, James Gibbs, William Chambers, James Wyatt, Henry Holland en John Soane. Het was hierbij van belang om de verhouding tussen de diverse maten van het bouwwerk zorgvuldig te kiezen en ook om symmetrie na te streven.
De belangrijkste architecten die aan de basis van de georgiaanse architectuur stonden waren Colen Campbell, schrijver van het invloedrijke boek Vitruvius Britannicus, Richard Boyle en zijn leerling William Kent, Thomas Archer en de Venetiaanse bouwmeester Giacomo Leoni, die het grootste deel van zijn loopbaan in Engeland vervulde.

## Koloniale georgiaanse architectuur
De georgiaanse architectuur werd op grote schaal toegepast in de Britse koloniën. In de Britse koloniën in Noord-Amerika vermengde het georgiaans zich met neopalladianisme, wat resulteerde in de federale stijl. De huizen en hun ornamenten waren geheel uit hout gemaakt, zelfs de kolommen werden uit hout gedraaid op een zeer grote draaibank. Het College of William & Mary in Williamsburg is een fraai voorbeeld van de georgiaanse bouwstijl in Amerika.

## Betekenis

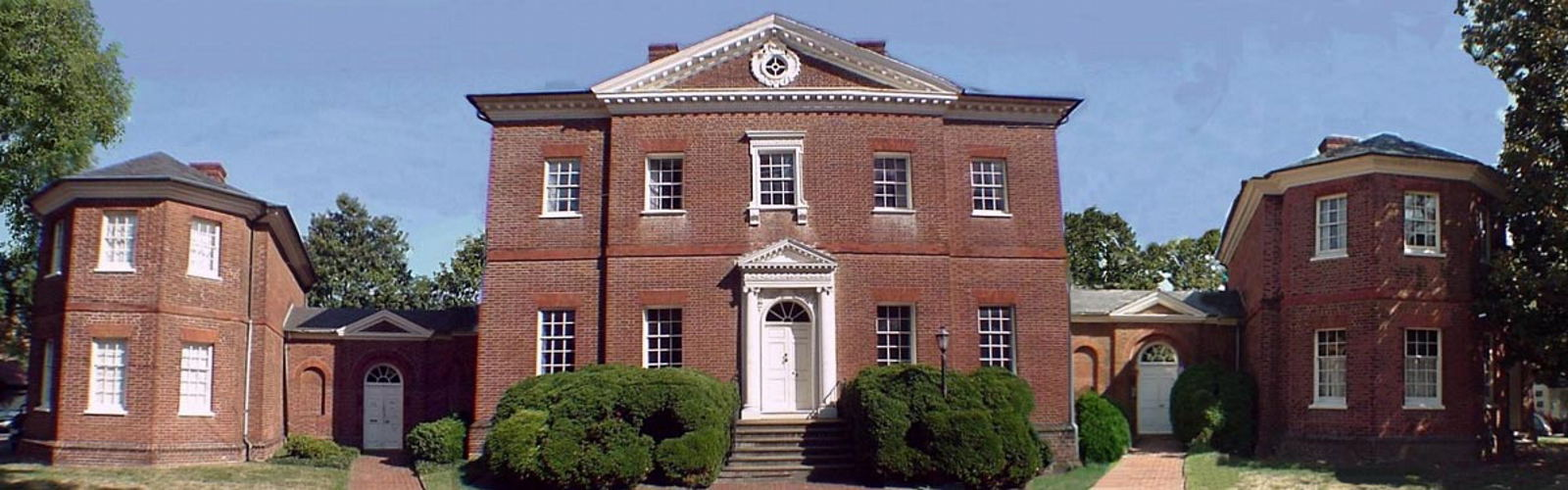
Voorgevel van het Hammond-Harwood House in Annapolis

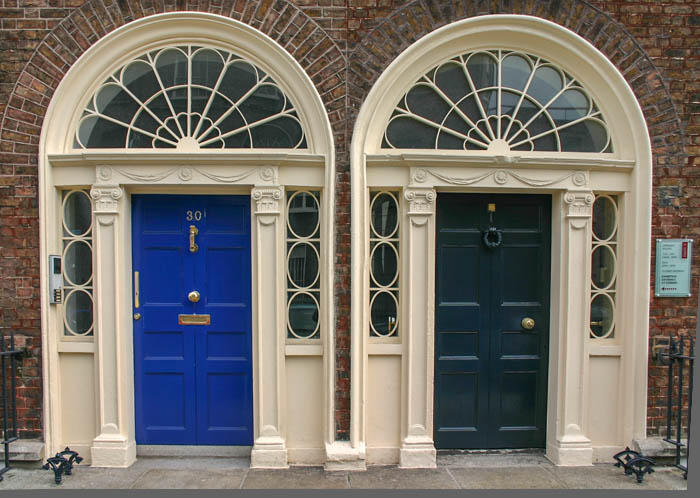
Georgian voordeuren in Dublin

In tegenstelling tot de barokke bouwstijl, die vooral betrekking had op paleizen en kerken, werd de georgiaanse bouwstijl ook toegepast in woonhuizen voor de hogere en middenklasse. Een goed voorbeeld van een dergelijke woning is het Hammond-Harwood House uit 1774 dat zich bevindt in Annapolis, ontworpen door de koloniale architect William Buckland en geïnspireerd door de Villa Pisani, die is afgebeeld in Andrea Palladio's I Quattro Libri dell'Architettura (1570).
Het georgiaanse architectuurprincipe kon zich gemakkelijker verspreiden dan voorgaande bouwstijlen, omdat men nu beschikte over prentenverzamelingen die met goedkope etstechnieken konden worden vermenigvuldigd. Zo konden deze principes als lesmateriaal worden gebruikt. Voordien gebeurde dat door de uitwisseling van directe ervaringen via het leerjongensysteem, zodat regionale verschillen veel meer uitgesproken waren.

### Neostijlen
Na omstreeks 1840 werd de georgiaanse bouwstijl meer en meer verdrongen door de neostijlen (Engels: revival styles). In de Verenigde Staten werd de stijl na de Amerikaanse Revolutie minder populair omdat ze herinneringen aan de Engelsen opriep. Begin 20e eeuw werd het georgiaans er zélf als een neostijl opnieuw toegepast (colonial revival). In Canada daarentegen werd de georgiaanse stijl juist weer toegepast als symbool voor trouw aan het Verenigd Koninkrijk.
Ook in Engeland werd het georgiaans in het begin van de 20e eeuw als neostijl toegepast (neo-Georgian). Zelfs tot eind jaren 50 van de 20e eeuw werden gebouwen in deze stijl ontworpen, terwijl ook tegenwoordig nog huizen worden gebouwd die geïnspireerd zijn door het georgiaans.